# 塩嶺王城県立自然公園
塩嶺王城県立自然公園（えんれいおうじょうけんりつしぜんこうえん）は、長野県の中部に位置する県立自然公園。面積1340ha。1964年（昭和39年）6月25日指定。 

## 概要
松本盆地と諏訪盆地を分ける地点、さらには太平洋側と日本海側に分ける中央分水嶺の一つでもある塩尻峠（塩嶺峠）を中心とした領域。岡谷市の一部、塩尻市の一部、辰野町の一部で構成される。一帯は、高ボッチ山からのびてくる高原性尾根が連続した地形となっており、辰野町の大城山（王城山）まで続いている。自然公園付近には、鳥居平やまびこ公園、しだれ栗森林公園などのレジャー施設がある。また、それらを結ぶ道路「塩嶺王城パークライン」がある。

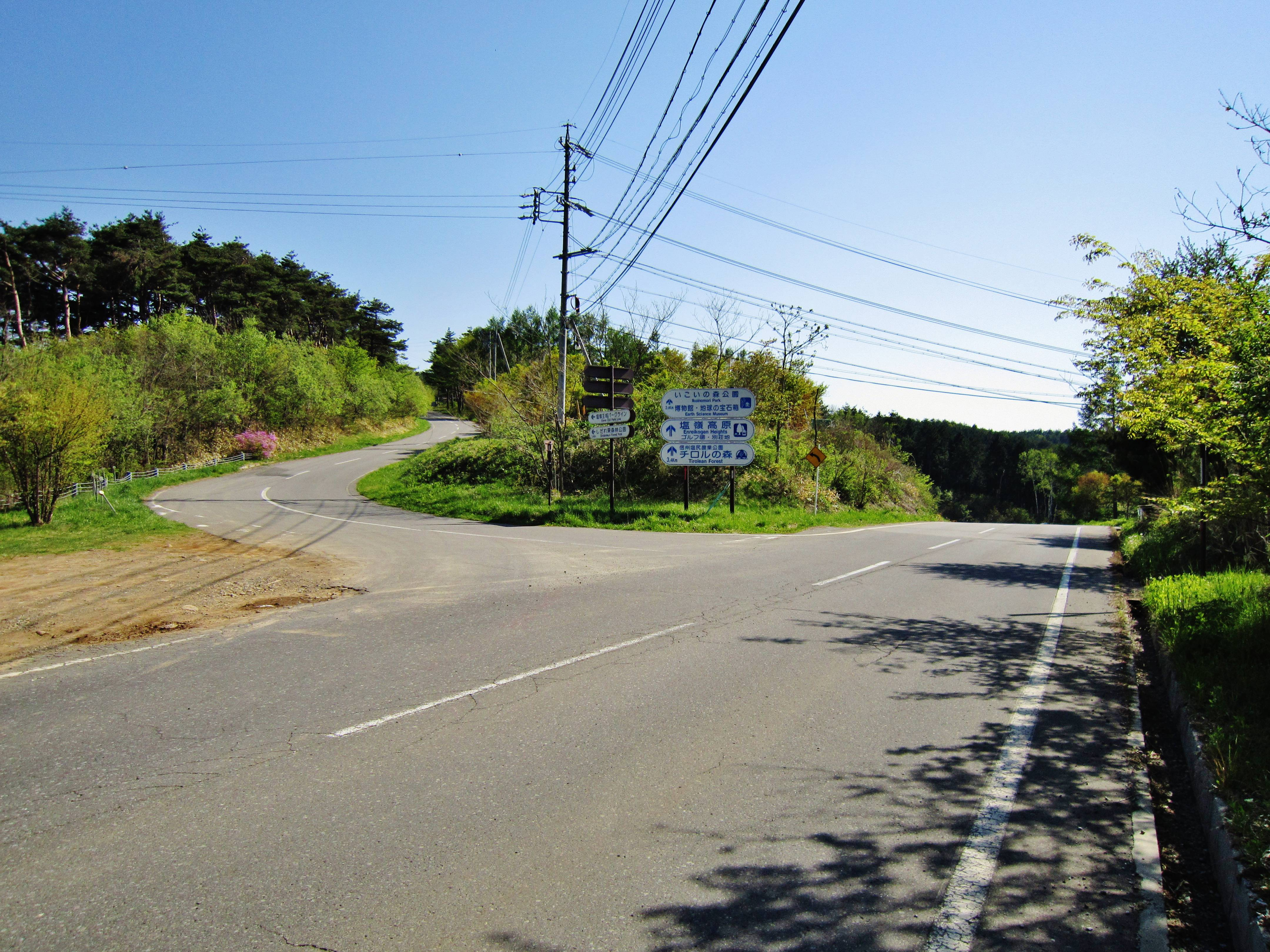
勝弦峠
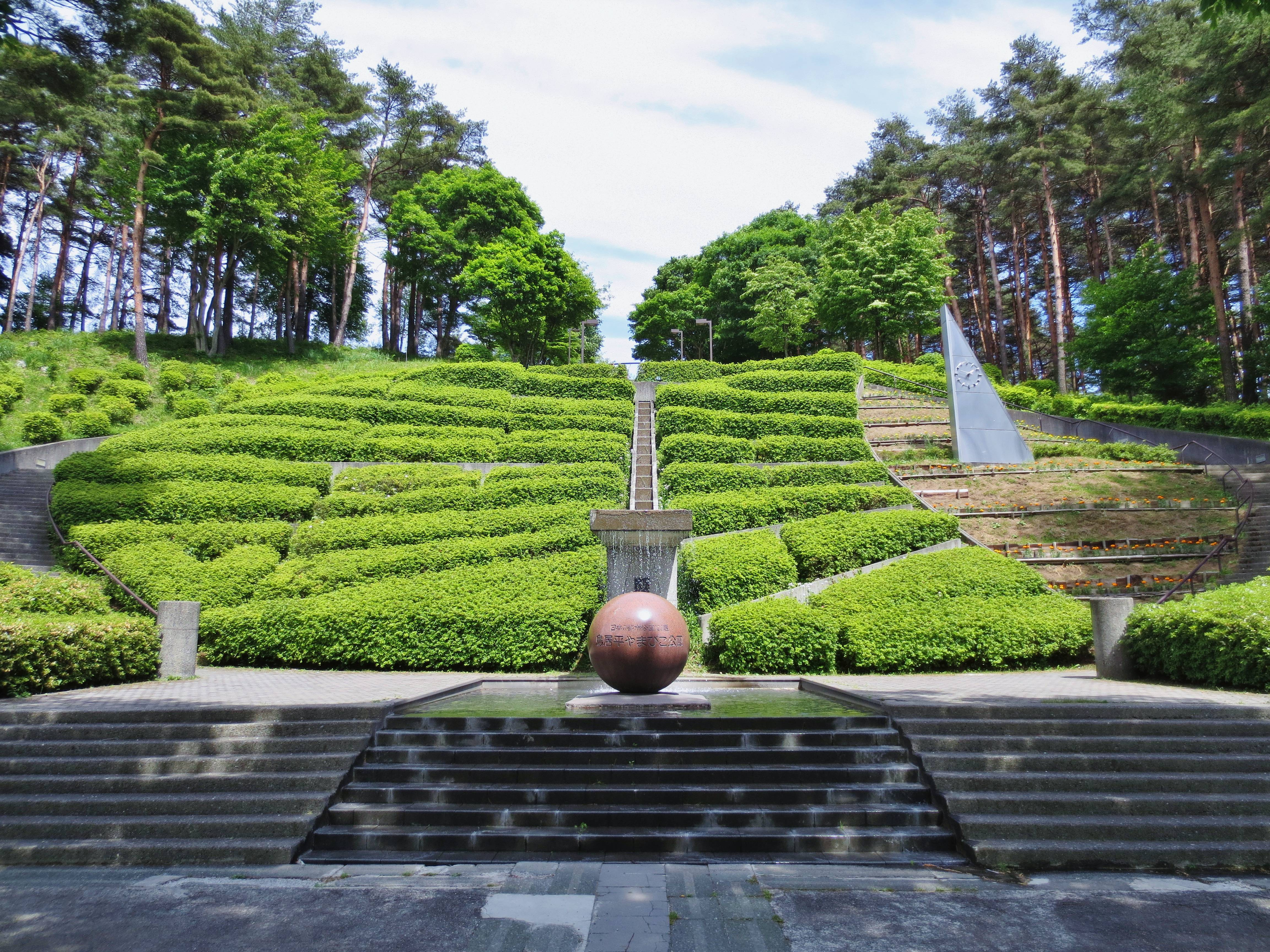
鳥居平やまびこ公園
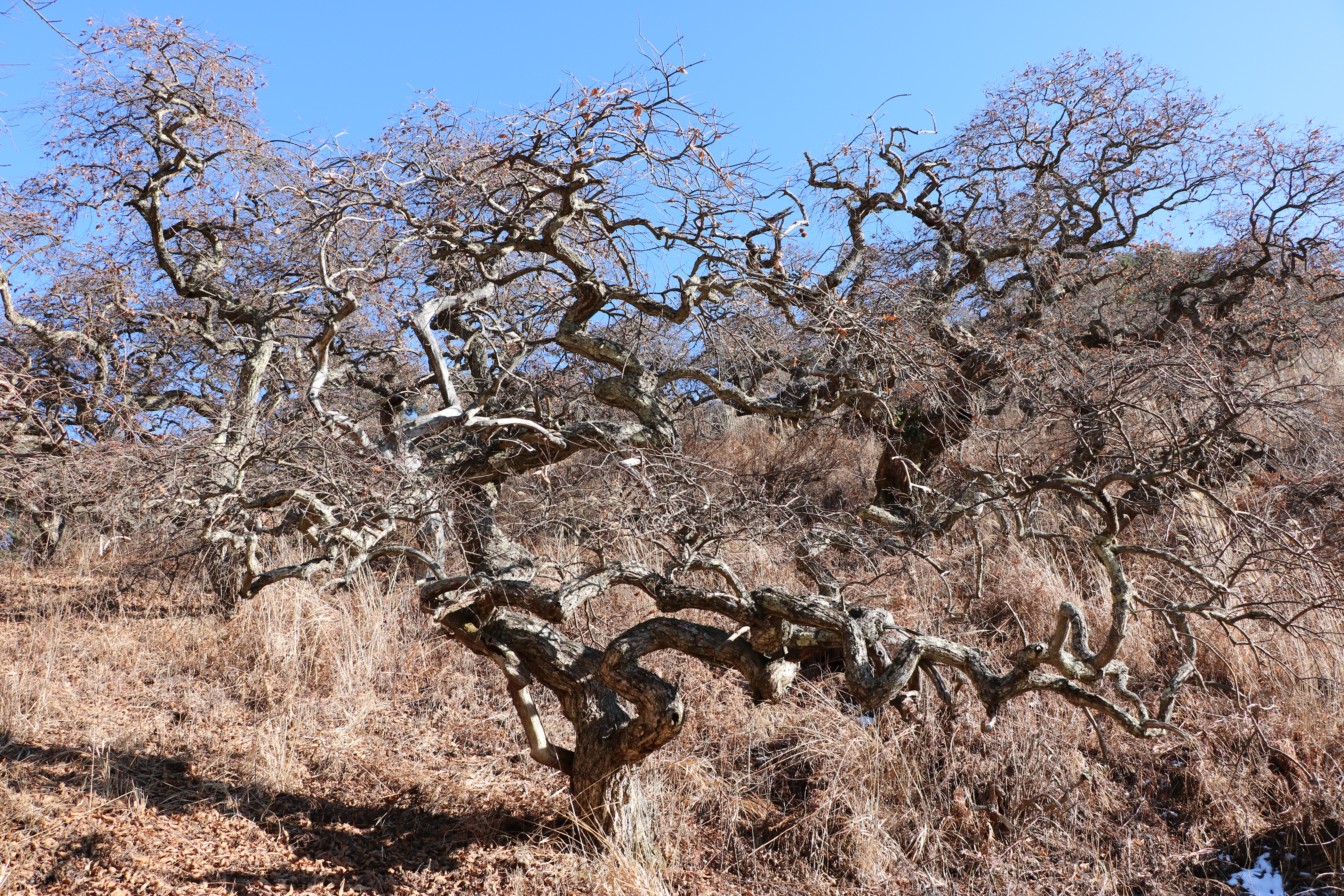
小野のシダレグリ自生地
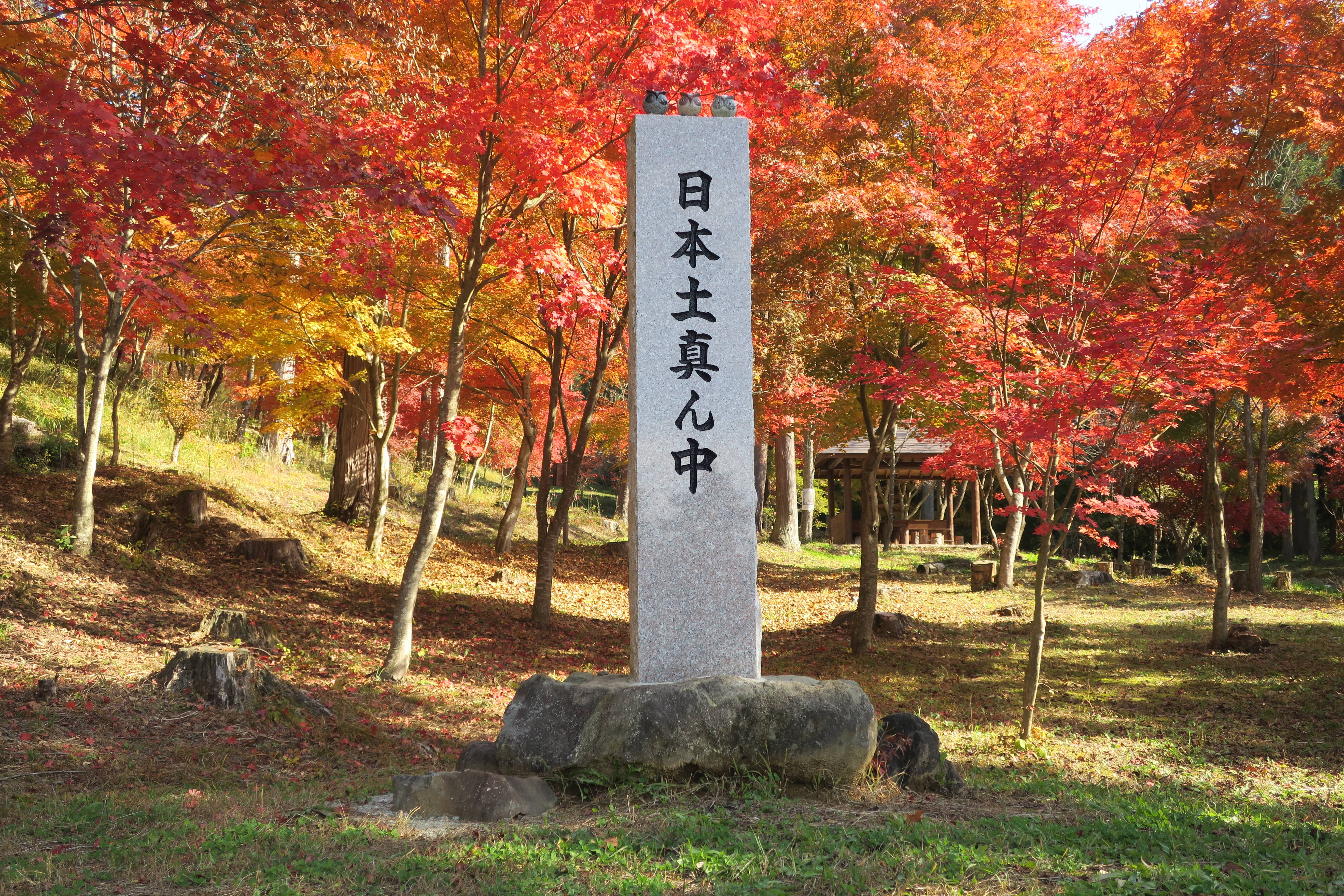
日本土真ん中（相吉もみじ山）

## 名称
正式名称として使用する場合は関係機関への確認が必要である。
- 長野県告示第412号[2]では「塩嶺王城県立自然公園」区域と指定されているが、長野県立自然公園計画書[4]や塩嶺王城県立公園区域図[5]では「塩嶺王城県立公園」と表記されるなど不整合が生じている。
- 地図などによっては「塩嶺王城県立自然公園」と表示している場合もある。